# Cyanotricha rubriplaga
Cyanotricha rubriplaga är en fjärilsart som beskrevs av Paul Dognin 1907. Cyanotricha rubriplaga ingår i släktet Cyanotricha och familjen tandspinnare. Inga underarter finns listade i Catalogue of Life.